# ハートビート (坂本龍一のアルバム)
『ハートビート』（英語: Heartbeat）は、日本の作曲家である坂本龍一の9枚目のオリジナル・アルバム。
1991年10月21日にヴァージン・ジャパンからリリースされ、プロデューサーは坂本が担当した。
本作は、ハウス・ミュージックのリズムと手法が取り入れられているが、「皆がハウスを聴くのは、1小節に4分音符で4つ打たれるバスドラムのビートを、心臓の鼓動（＝ハート・ビート）の様な安定したリズムと捉えた一種の胎内回帰願望である」というコンセプトがある。

## ディスクジャケット
ディスクジャケットは、オレンジを基調とした坂本の顔がアップされたポートレートとなっており、CDの初回特典として、特製折り紙ブックレット仕様になっていたが、糊付けされて完全に開く事が出来ないため、ブックレットとしては見辛いものとなっている。

## 批評
| 専門評論家によるレビュー | 専門評論家によるレビュー |
| レビュー・スコア         | レビュー・スコア         |
| 出典                     | 評価                     |
| ------------------------ | ------------------------ |
| CDジャーナル             | 否定的                   |

『CDジャーナル』は、音楽性に関して「どんな人とセッションしようとも、絶対それとわかってしまう坂本フレーズが、このソロ作ではとても少ない」としたうえで「有名陣多数参加もインパクトはなく、ハウスの匿名性威力に八つ当たりする次第」と否定的な評価を下している。

## 収録曲

### 国内盤
| #         | タイトル                                | 作詞                          | 作曲                          | 時間  |
| --------- | --------------------------------------- | ----------------------------- | ----------------------------- | ----- |
| 1.        | 「ハートビート」(Heartbeat)             | ジェフリー・コーヘン          | 坂本龍一 富家哲               | 4:47  |
| 2.        | 「ラップ・ザ・ワールド」(Rap The World) | DJディミトリー                | 坂本龍一 DJトーワ・トーワ     | 4:53  |
| 3.        | 「トゥリストゥ」(Triste)                | マルコ・プリンス FFF 坂本龍一 | 坂本龍一                      | 4:24  |
| 4.        | 「ルル」(Lulu)                          |                               | 坂本龍一                      | 4:20  |
| 5.        | 「ハイ・タイド」(High Tide)             | 鈴木慶一                      | 坂本龍一                      | 4:47  |
| 6.        | 「ソング・ラインズ」(Song Lines)        |                               | 坂本龍一                      | 2:57  |
| 7.        | 「ヌアージュ」(Nuages)                  | アラブ民謡                    | アラブ民謡                    | 2:15  |
| 8.        | 「サヨナラ」(Sayonara)                  | 鈴木慶一                      | 坂本龍一                      | 5:24  |
| 9.        | 「ボロム・ガル」(Borom Gal)             | ユッスー・ンドゥール          | 坂本龍一 ユッスー・ンドゥール | 3:59  |
| 10.       | 「エピローグ」(Epilogue)                |                               | 坂本龍一                      | 3:42  |
| 11.       | 「タイナイカイキ」(Tainai Kaiki)        | アート・リンゼイ 坂本龍一     | 坂本龍一                      | 5:20  |
| 合計時間: | 合計時間:                               | 合計時間:                     | 合計時間:                     | 46:48 |

### 海外盤

#### LPレコード
| #         | タイトル                                | 作詞                          | 作曲                      | 時間  |
| --------- | --------------------------------------- | ----------------------------- | ------------------------- | ----- |
| 1.        | 「ハートビート」(Heartbeat)             | ジェフリー・コーヘン          | 坂本龍一 富家哲           | 4:47  |
| 2.        | 「ラップ・ザ・ワールド」(Rap The World) | DJディミトリー                | 坂本龍一 DJトーワ・トーワ | 4:53  |
| 3.        | 「トゥリストゥ」(Triste)                | マルコ・プリンス FFF 坂本龍一 | 坂本龍一                  | 4:24  |
| 4.        | 「ルル」(Lulu)                          |                               | 坂本龍一                  | 4:20  |
| 5.        | 「ハイ・タイド」(High Tide)             | アート・リンゼイ              | 坂本龍一                  | 4:47  |
| 合計時間: | 合計時間:                               | 合計時間:                     | 合計時間:                 | 23:11 |

| #         | タイトル                                                                     | 作詞                                               | 作曲                          | 時間  |
| --------- | ---------------------------------------------------------------------------- | -------------------------------------------------- | ----------------------------- | ----- |
| 1.        | 「ソング・ラインズ」(Song Lines)                                             |                                                    | 坂本龍一                      | 2:57  |
| 2.        | 「ヌアージュ」(Nuages)                                                       | アラブ民謡                                         | アラブ民謡                    | 2:15  |
| 3.        | 「サヨナラ」(Sayonara)                                                       | ジェフリー・コーヘン                               | 坂本龍一                      | 5:24  |
| 4.        | 「ボロム・ガル」(Borom Gal)                                                  | ユッスー・ンドゥール                               | 坂本龍一 ユッスー・ンドゥール | 3:59  |
| 5.        | 「エピローグ」(Epilogue)                                                     |                                                    | 坂本龍一                      | 3:42  |
| 6.        | 「タイナイカイキ II」(Heartbeat (Tainai Kaiki II) - (Returning To The Womb)) | アート・リンゼイ 坂本龍一 デヴィッド・シルヴィアン | 坂本龍一                      | 5:17  |
| 合計時間: | 合計時間:                                                                    | 合計時間:                                          | 合計時間:                     | 23:34 |

#### CD
| #         | タイトル                                                                     | 作詞                                               | 作曲                          | 時間  |
| --------- | ---------------------------------------------------------------------------- | -------------------------------------------------- | ----------------------------- | ----- |
| 1.        | 「ハートビート」(Heartbeat)                                                  | ジェフリー・コーヘン                               | 坂本龍一 富家哲               | 4:47  |
| 2.        | 「ラップ・ザ・ワールド」(Rap The World)                                      | DJディミトリー                                     | 坂本龍一 DJトーワ・トーワ     | 4:53  |
| 3.        | 「トゥリストゥ」(Triste)                                                     | マルコ・プリンス FFF 坂本龍一                      | 坂本龍一                      | 4:24  |
| 4.        | 「ルル」(Lulu)                                                               |                                                    | 坂本龍一                      | 4:20  |
| 5.        | 「ハイ・タイド」(High Tide)                                                  | アート・リンゼイ                                   | 坂本龍一                      | 4:47  |
| 6.        | 「ソング・ラインズ」(Song Lines)                                             |                                                    | 坂本龍一                      | 2:57  |
| 7.        | 「ヌアージュ」(Nuages)                                                       | アラブ民謡                                         | アラブ民謡                    | 2:15  |
| 8.        | 「サヨナラ」(Sayonara)                                                       | ジェフリー・コーヘン                               | 坂本龍一                      | 5:24  |
| 9.        | 「ボロム・ガル」(Borom Gal)                                                  | ユッスー・ンドゥール                               | 坂本龍一 ユッスー・ンドゥール | 3:59  |
| 10.       | 「エピローグ」(Epilogue)                                                     |                                                    | 坂本龍一                      | 3:42  |
| 11.       | 「タイナイカイキ II」(Heartbeat (Tainai Kaiki II) - (Returning To The Womb)) | アート・リンゼイ 坂本龍一 デヴィッド・シルヴィアン | 坂本龍一                      | 5:17  |
| 12.       | 「クラウド #9」(Cloud #9)                                                    | 坂本龍一 デヴィッド・シルヴィアン                  | 坂本龍一                      | 5:19  |
| 合計時間: | 合計時間:                                                                    | 合計時間:                                          | 合計時間:                     | 52:04 |

## 楽曲解説

### 国内盤
1. ハートビート
  - 仮タイトルは「バルトーク」。最初のデモを聴いた富家哲がミックスまで担当した。
  - ベスト・アルバム『US』（2002年）に収録される予定だったが、収録時間の関係で割愛された。
2. ラップ・ザ・ワールド
  - ラップはディー・ライトのDJディミトリー（ロシア語版）によるロシア語で、内容は「積極的にコミュニケーションをとりましょう」というもの。サンプリングで使われている“So You make the time now”と“We play the game for each other”はラジオで流れていた別々のCMから抽出した。また、ジミ・ヘンドリックスの「サード・ストーン・フロム・ザ・サン（英語版）」のイントロ付近をループして使っている。
3. トゥリストゥ
  - 三菱地所CMイメージ・ソングとして使用された。
  - テーマは湾岸戦争で、戦死した息子の骨を拾いに旅に出た父親に対し「爆弾の熱で溶けてしまっているので無駄だよ」と呼びかける内容である。坂本がピアノを適当に弾いたあと、いいところだけ取ってミックスした即興の楽曲で[3]、フランス語のラップを入れてみたいと考えていたところ、レコーディング初日に偶々隣のスタジオにいた、ビル・ラズウェルがプロデュースしていたFFFのマルコ・プリンスがフランス語でラップができるということでその場でレコーディングを行った。
4. ルル
  - サックスはラウンジ・リザーズのジョン・ルーリーであるが、あくまでハウス的な素人っぽいニュアンスで演奏している。他にもアート・ブレイキーとジャズ・メッセンジャーズが演奏。スウィングはリズムマシンで実現し、ピアノはサンプリングしたものを使用している。
5. ハイ・タイド
  - 朝の5時に浮かんだメロディを元に作った曲。バート・バカラックのアレンジとコード進行に似ていたため、仮タイトルは「バカラック」だった。歌詞は坂本から「海の見える風景」として依頼された鈴木慶一が「湘南」「東京湾」のイメージとして制作した。
  - 海外盤やリミックス・アルバム『ハートビート〜リミクシーズ』（1992年）には英語バージョンが収録されており、こちらはアート・リンゼイが作詞し、地中海をグライダーで飛行しているイメージの内容となっている。
6. ソング・ラインズ
  - ペドロ・アルモドバルの映画『ハイヒール』（1991年）のメインテーマの元となった楽曲。
7. ヌアージュ
  - ボーカルはアルジェリア出身でパリ在住の教師であるフーリア・アイシで、ニューヨークに来てもらってレコーディングした。フーリアが、幼少期に祖母に歌ってもらった伝統的なアラブの歌で、内容は帰らない弟を思って呼びかける楽曲となっている。
8. サヨナラ
  - アルバムと同時発売されたシングル。あえて坂本自身を邦楽アーティストとしてイメージさせるために制作され、作詞は若いアーティストを採用するつもりだったが、結局残った高橋幸宏、高野寛、鈴木慶一の中で一番青い印象のある鈴木の歌詞が使われた。
  - タイトルは、最も外国人に知られている日本語が「さよなら」だろうと考え、作曲前につけられた[4]。
9. ボロム・ガル
10. エピローグ
  - サントリー・ウイスキー“響”のCMイメージ・ソングとして使用された。
  - 映画『シェルタリング・スカイ』（1990年）のサントラ『シェルタリング・スカイ』（1991年）を作っている際、ベルナルド・ベルトルッチとの摩擦によるストレス解消のため、即興でキーボードを弾いた際、コンピュータに録っておいた楽曲が原型となっている。
11. タイナイカイキ
  - すべて即興で演奏されており、その上にピグミーやケージの声をかぶせている。ヴォーカルはアート・リンゼイ。

### 海外盤
1. タイナイカイキ II（英語版）
  - 「タイナイカイキ」の英語バージョンで、作詞をデヴィッド・シルヴィアンが担当している。
  - 国内では、ミニ・アルバム『体内回帰 (Tainai kaiki II)』（1992年）に収録された[5]。
2. クラウド #9
  - 国内では、ベスト・アルバム『ベスト・オブ・坂本龍一ヴァージン・トラックス』（1993年）に収録された[6]。

## 参加ミュージシャン

### 国内盤
| ハートビート - Vocal Arrangement : Dee Lee ラップ・ザ・ワールド - Russian Rap : Super DJ Dmitry - Harmonica : Magic Dick - Co-Produceed by Jungle DJ Towa Towa トゥリストゥ - Vocal Arrangement : Marco Prince - French Rap : Marco Prince and FFF - Scratch : Jungle DJ Towa Towa - Trumpet : Steve Bernstein - Additional Percussion : Satoshi Tomiie for Def Mix Productions and Jungle DJ Towa Towa ルル - Alto Sax : John Lurie - Trumpet : Steve Bernstein - Huh : Axel Niehaus - Additional Percussion : Satoshi Tomiie for Def Mix Productions and Jungle DJ Towa Towa ハイ・タイド - Vocal Arrangement : Arto Lindsay - Lead Vocal : Ryuichi Sakamoto and Arto Lindsay - Background Vocal : Debra Barsha - Additional Percussion : Satoshi Tomiie for Def Mix Productions and Jungle DJ Towa Towa ソング・ラインズ | ヌアージュ - Lead Vocal : Houria Aichi サヨナラ - Vocal : Ryuichi Sakamoto - Background Vocal : Dee Lee Brave - Additional Percussion : Satoshi Tomiie for Def Mix Productions and Jungle DJ Towa Towa ボロム・ガル - Lead Vocal : Youssou N'Dour - Strings Session led by David Nadien エピローグ タイナイカイキ - Talking : John Cage from Mureau - Lead Vocal : Arto Lindsay |

## リリース履歴
| No. | 日付           | 国名                         | レーベル             | 規格       | 規格品番   | 備考 |
| --- | -------------- | ---------------------------- | -------------------- | ---------- | ---------- | ---- |
| 1   | 1991年10月21日 | 日本                         | ヴァージン・ジャパン | CD         | VJCP-30093 |      |
| 2   | 1992年6月29日  | イギリス イタリア ヨーロッパ | ヴァージン・レコード | LPレコード | VUSLP 46   |      |
| 2   | 1992年6月29日  | イギリス イタリア ヨーロッパ | ヴァージン・レコード | CT         | VUSMC 46   |      |
| 2   | 1992年6月29日  | イギリス イタリア ヨーロッパ | ヴァージン・レコード | CD         | CDVUS 46   |      |
| 3   | 1992年7月28日  | アメリカ合衆国               | ヴァージン・レコード | CD         | V2-86291   |      |
| 3   | 1992年7月28日  | アメリカ合衆国               | ヴァージン・レコード | CT         | V4-86291   |      |